# Jan Bárta
Pour les articles homonymes, voir Barta.
Jan Bárta est un coureur cycliste tchèque, né le 7 décembre 1984 à Kyjov, ville à l'époque située en Tchécoslovaquie et située depuis 1993 en République tchèque. Il est membre de l'équipe Elkov-Kasper depuis 2018.

## Biographie

### 2005-2009: les débuts professionnels
En 2003, Jan Bárta gagne le championnat tchèque sur route espoirs à l'âge de 19 ans. Il passe professionnel en 2005 dans l'équipe PSK Whirlpool. L'année suivante, il participe aux championnats du monde juniors où il termine 72e. Il y participe également en 2006 où il termine 35e.
En 2007, sur la course Košice-Tatry-Košice, il gagne la première étape, fait deuxième lors de l'étape et s'adjuge le classement général de cette épreuve, il se distingue également au tour de Hongrie où il termine deux fois dans les trois premiers (deuxième de la 4e étape et troisième de la 3e étape), il termine ce tour à la 7e place. En 2008, il arrive dans l'équipe Arbö-KTM-Junkers et réalise sa première performance dans une course UCI en finissant deuxième du Raiffeisen Grand Prix. L'année suivante, il gagne son premier succès dans cette catégorie en remportant la 4e étape du Tour d'Autriche et se distingue dans l'An Post Rás qu'il termine à la 3e place du classement général. Il finit également deux fois dans les cinq premiers durant cette course. À la fin de l'année, il participe aux championnats du monde élite pour la première fois qu'il termine à la 106e place.

### 2010-2017: chez NetApp puis Bora-Hansgrohe
En 2010, il s'engage dans le team NetApp, une équipe nouvellement créée. Il termine 2e du Championnat de République tchèque de contre-la-montre et réalise quelques places d'honneur dans cet exercice (troisième du prologue et troisième de la 5e étape du Tour de Slovaquie, quatrième de la 1re étape du Tour de Normandie). Il finit septième lors de ces deux courses et a porté un jour le maillot de leader du Tour de Normandie.
L'année suivante, NetApp devient une équipe continentale professionnelle, sur qui lui permet d'être invitée à des courses de l'UCI World Tour. Jan Bárta participe ainsi notamment à Paris-Roubaix. Il termine encore deuxième du championnat national du contre-la-montre. Il termine 3e du Tour de Grande-Bretagne ce qui est son premier podium sur une course à étapes UCI.
En début de saison 2012, Jan Bárta remporte le classement général et l'étape contre-la-montre du Semaine internationale Coppi et Bartali et le Tour de Cologne. En mai, il dispute avec NetApp le Tour d'Italie, son premier grand tour. Échappé lors de la quatorzième étape, il est devancé à l'arrivée à la station de ski de Cervinia par Andrey Amador. Il termine à la 65e place de ce Giro. En juin, il remporte le titre de champion de République tchèque du contre-la-montre. Avec Roman Kreuziger, il représente la Tchéquie aux Jeux olympiques de Londres. Il termine la course en ligne dans le peloton, à la 75e place. En septembre, il est à nouveau en sélection nationale pour les championnats du monde sur route, dans le Limbourg néerlandais. Il y est septième du contre-la-montre et 59e de la course en ligne.

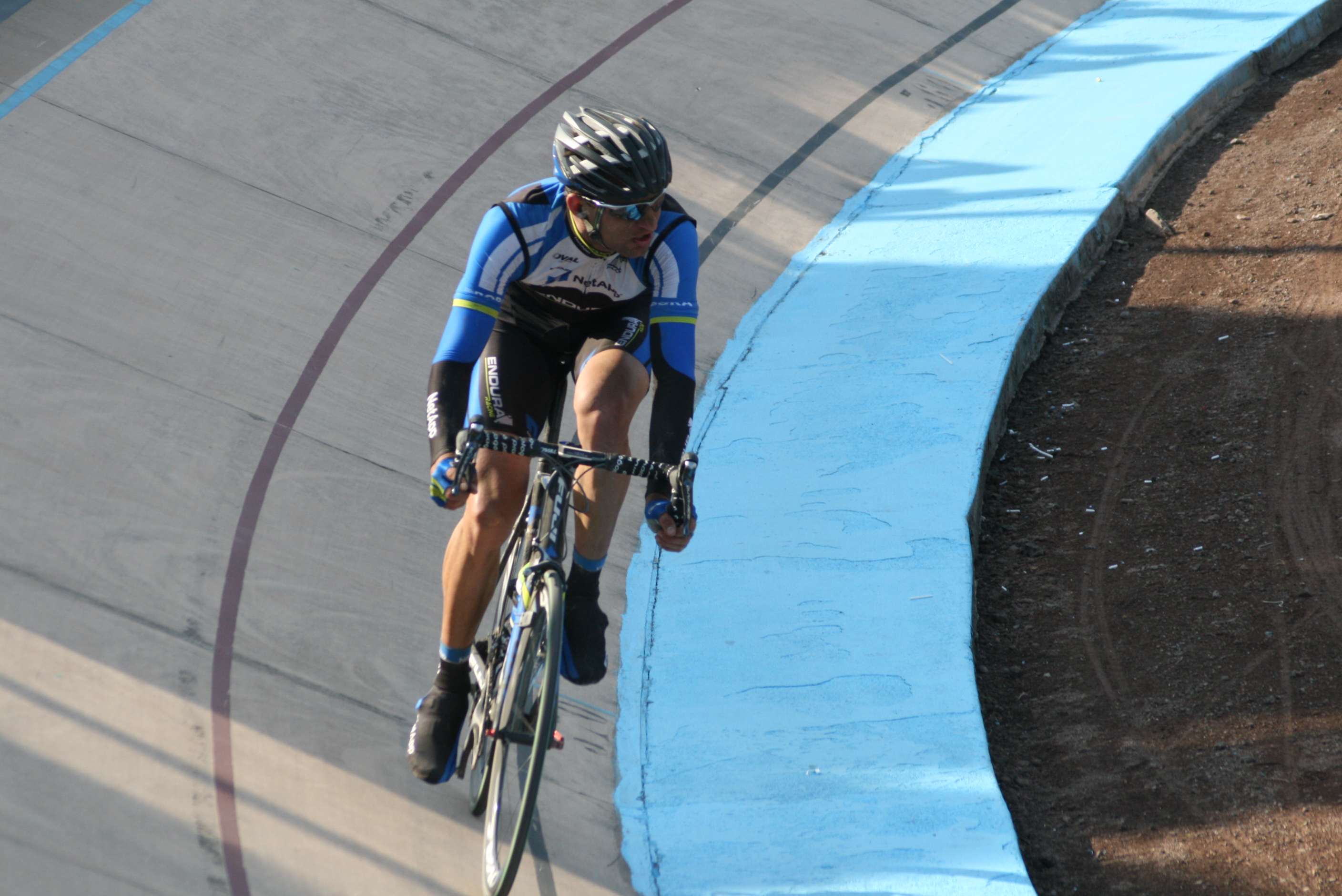
Jan Bárta à l'arrivée de Paris-Roubaix 2013

En 2013, Jan Bárta est deuxième du Circuit de la Sarthe en avril, puis gagne le mois suivant le Szlakiem Grodów Piastowskich, en s'imposant lors de l'étape contre-la-montre. Il est ensuite troisième du Tour de Bavière, et réalise un doublé lors des championnats de République tchèque, au contre-la-montre et à la course en ligne. Septième du Czech Cycling Tour en juillet, il dispute en août le Tour d'Espagne, qu'il termine à la 96e place. Aux championnats du monde sur route à Florence, il est onzième du contre-la-montre et 54e de la course en ligne.
NetApp-Endura est invitée en 2014 à disputer le Tour de France. Lors de ce Tour, il est échappé dans la troisième étape en compagnie de Jean-Marc Bideau. Dans les derniers kilomètres, Bárta s'isole en tête de course avant d'être rattrapé par le peloton dans les derniers kilomètres. Pour cela, il est désigné combatif de l'étape. Il prend la troisième place du seul contre-la-montre de ce Tour, uniquement devancé par le champion du monde Tony Martin et Tom Dumoulin.

### Depuis 2018: chez Elkov-Author
Sélectionné pour représenter son pays aux championnats d'Europe de cyclisme sur route en 2018, il se classe treizième de l'épreuve contre-la-montre.
Au début de l'été 2019, il s'adjuge le titre de champion de République tchèque du contre-la-montre. Au second semestre 2019, il remporte le classement de la combativité du Tour d'Alsace devant Rémi Aubert et le Danois Andreas Kron. Ses bonnes performances sur cette course permettent également à sa formation de s'adjuger le classement par équipe de l'épreuve française. Il est également sélectionné pour représenter son pays aux championnats d'Europe de cyclisme sur route. Il s'adjuge à cette occasion la septième place  du relais mixte, la quinzième du contre-la-montre individuel et la quarante-et-unième de la course en ligne.
En 2020, il termine deuxième du championnat de République tchèque du contre-la-montre et neuvième du championnat d'Europe du contre-la-montre à Plouay dans le Morbihan.

## Style
Jan Bárta est un coureur classé comme rouleur. À l'aise en contre-la-montre, ses capacités, couplées à des aptitudes en montée, lui permettent d'être performant sur des courses à étapes et de pouvoir espérer en remporter.

## Palmarès et classements mondiaux

### Par années
| - 2003 - Champion de République tchèque sur route espoirs - 2006 - 2e du championnat de République tchèque sur route espoirs - 2008 - 2e du Raiffeisen Grand Prix - 2009 - 4e étape du Tour d'Autriche - 3e de l'An Post Rás - 2010 - 2e du Championnat de République tchèque du contre-la-montre - 2011 - 2e du Championnat de République tchèque du contre-la-montre - 3e du Tour de Grande-Bretagne - 2012 - Champion de République tchèque du contre-la-montre - Semaine internationale Coppi et Bartali : - Classement général - 2eb étape (contre-la-montre par équipes) - 5e étape - Tour de Cologne - 7e du championnat du monde du contre-la-montre - 2013 - Champion de République tchèque sur route - Champion de République tchèque du contre-la-montre - Szlakiem Grodów Piastowskich : - Classement général - 2e étape - 2e du Circuit de la Sarthe - 3e du Tour de Bavière - 2014 - Champion de République tchèque du contre-la-montre - 3e du championnat de République tchèque sur route - 9e du championnat du monde du contre-la-montre | - 2015 - Champion de République tchèque du contre-la-montre - 2e du Czech Cycling Tour - 3e du Tour de Bavière - 2016 - 2e du championnat de République tchèque du contre-la-montre - 3e du Tour de Slovénie - 2017 - Champion de République tchèque du contre-la-montre - 2e du Czech Cycling Tour - 10e du championnat d'Europe du contre-la-montre - 2018 - 2e du championnat de République tchèque sur route - 2e du championnat de République tchèque du contre-la-montre - 2019 - Champion de République tchèque du contre-la-montre - Classement général du Tour du Loir-et-Cher - Prologue du Tour de Hongrie - Médaillé de bronze du contre-la-montre des Jeux européens - 2020 - 2e du championnat de République tchèque du contre-la-montre - 9e du championnat d'Europe du contre-la-montre - 2021 - 4e étape de la Course de Solidarność et des champions olympiques - 2e du championnat de République tchèque du contre-la-montre - 3e de la Course de Solidarność et des champions olympiques - 2022 - Champion de République tchèque du contre-la-montre |

### Résultats sur les grands tours

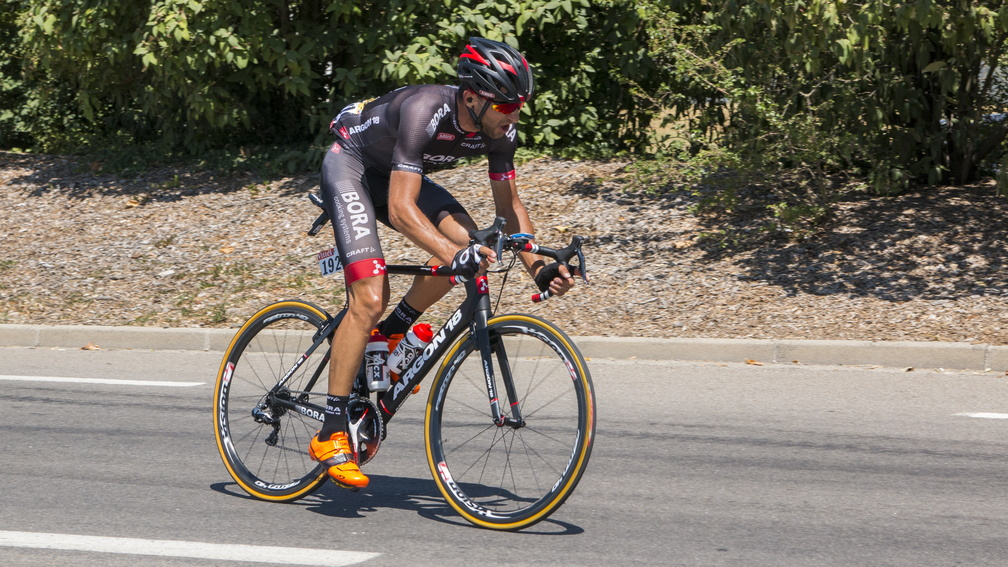
Jan Bárta durant le Tour de France 2015

#### Tour de France
3 participations
- 2014 : 71e
- 2015 : 25e
- 2016 : 88e

#### Tour d'Italie
2 participations
- 2012 : 65e
- 2017 : 127e

#### Tour d'Espagne
1 participation
- 2013 : 96e

### Classements mondiaux
| Année                                 | 2006 | 2007 | 2008 | 2009 | 2010 | 2011 | 2012 | 2013 | 2014 | 2015 | 2016 | 2017 | 2018 | 2019 | 2020 | 2021 | 2022 | 2023  |
| ------------------------------------- | ---- | ---- | ---- | ---- | ---- | ---- | ---- | ---- | ---- | ---- | ---- | ---- | ---- | ---- | ---- | ---- | ---- | ----- |
| UCI World Tour                        |      |      |      |      |      |      |      |      |      |      | nc   | 376e | nc   |      |      |      |      |       |
| Classement mondial                    |      |      |      |      |      |      |      |      |      |      | 463e | 540e | 301e | 217e | 807e | 614e | 463e | 2058e |
| UCI Europe Tour                       | 369e | 819e | 525e | 338e | 324e | 227e | 36e  | 13e  | 110e | 79e  | 299e | 322e | 178e | 182e | 645e | 495e | 369e | nc    |
| UCI Asia Tour                         | nc   | nc   | nc   | 247e | nc   | nc   | nc   | nc   | nc   | nc   | nc   | nc   | nc   |      |      |      |      |       |
| UCI America Tour                      | nc   | nc   | nc   | nc   | nc   | nc   | nc   | nc   | nc   | 305e | 298e | nc   | nc   |      |      |      |      |       |
|                                       |      |      |      |      |      |      |      |      |      |      |      |      |      |      |      |      |      |       |
| Légende : nc = non classéSource : UCI |      |      |      |      |      |      |      |      |      |      |      |      |      |      |      |      |      |       |